# Clap Hands, Here Comes Charlie!
Clap Hands, Here Comes Charlie! est un album studio (1961) de Ella Fitzgerald accompagnée d'un quartette de jazz conduit par le pianiste Lou Levy. 

## Titres
Pour le LP de 1961 album, Verve V-4053 
Face A :
1. "A Night in Tunisia" (Dizzy Gillespie, Frank Paparelli) – 4:06
2. "You're My Thrill" (Sidney Clare, Jay Gorney) – 3:35
3. "My Reverie" (Larry Clinton, Claude Debussy) – 3:16
4. "Stella by Starlight" (Ned Washington, Victor Young) – 3:17
5. "'Round Midnight" (Bernie Hanighen, Thelonious Monk, Cootie Williams) – 3:28
6. "Jersey Bounce" (Tiny Bradshaw, Buddy Feyne, Edward Johnson, Bobby Plater) – 3:33
7. "Signing Off" (Jimmy Campbell, Norman Hassan) – 3:45

Face B :
1. "Cry Me a River" (Arthur Hamilton) – 4:13
2. "This Year's Kisses" (Irving Berlin) – 2:14
3. "Good Morning Heartache" (Ervin Drake, Dan Fisher, Irene Higginbotham) – 4:17
4. "(I Was) Born to Be Blue" (Mel Tormé, Bob Wells) – 2:42
5. "Clap Hands! Here Comes Charley!" (Ballard MacDonald, Joseph Meyer, Billy Rose) – 2:41
6. "Spring Can Really Hang You up the Most" (Fran Landesman, Tommy Wolf) – 6:13
7. "The Music Goes Round and Round" (Eddie Farley, Red Hodgson, Mike Riley) – 2:27

Titres bonus sur le CD Reissue 1989 Verve-PolyGram, Verve-PolyGram 835 646-2 and DAT W.L.S.T. 1994
15. "The One I Love (Belongs to Somebody Else) (en)" (Previously unreleased) (Isham Jones, Gus Kahn) – 2:12
16. "I Got a Guy" (Previously unreleased) (Marion Sunshine) – 3:43
17. "This Could Be the Start of Something Big (en)" (Previously unreleased) (Steve Allen) – 2:43

## Media
CD Clap Hands, Here Comes Charlie! Universal Division Jazz / Verve 1991
Digital Audio Tape (DAT) WLST licence from Universal Division Jazz / Verve 1994
LP Clap Hands, Here Comes Charlie! Classic Collection 2003
LP Clap Hands, Here Comes Charlie! Classic 2006
CD Clap Hands Here Comes Charlie [Bonus Tracks] Essential Jazz Classics / Essential Jazz Spain 2012
LP Clap Hands, Here Comes Charlie! Analogue Productions 2012
LP Clap Hands, Here Comes Charlie! Speakers Corner 2013
Super Audio Hybrid CD Clap Hands, Here Comes Charlie! Analogue Productions / APO (Analogue Production Originals) / Apo

## Musiciens
Titres 1 à 14, enregistrés le 23 juin 1961 à Los Angeles
Titres 15 à 17, enregistrés le 23 janvier 1961 à New York
- Ella Fitzgerald - chant
- Lou Levy - piano
- Herb Ellis - guitare
- Joe Mondragon - guitare basse, titres 1-14 seulement
- Wilfred Middlebrooks - contrebasse, titres 15-17 seulement
- Gus Johnson - batterie